# ハゴロモジャスミン
ハゴロモジャスミン（羽衣素馨、英: Pink Jasmine、学名: Jasminum polyanthum）は、モクセイ科ソケイ属（素馨属、Jasminum）の植物の一種。蔓性常緑性の灌木。

## 特徴

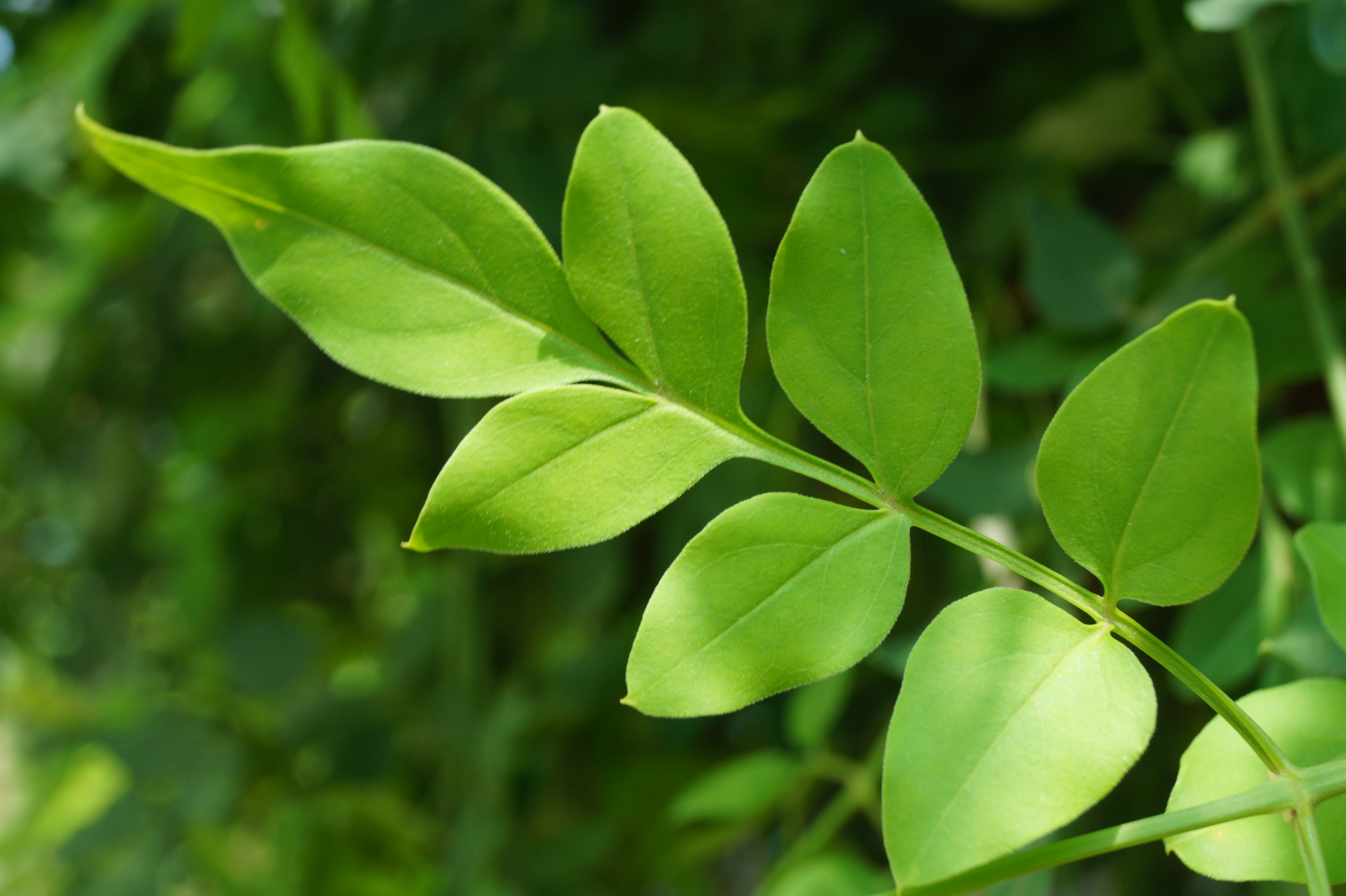
ハゴロモジャスミンの7出羽状複葉

樹高は6 m（メートル）。葉は向軸面が暗緑色、背軸面が明緑色で、5–7出羽状複葉である。
花は芳香を放ち白から薄桃色で、直径約2 cm（センチメートル）の五芒星形の筒状花。晩冬から早春にかけて赤や桃色の蕾を盛んに形成する。

## 分布
原産地は中国で、オーストラリアとニュージーランドに帰化している。アメリカやヨーロッパで観賞用植物として栽培されている。

### 帰化植物
オーストラリアとニュージーランドでは外来種となっている。幹材の小さな部分からも成長することができ、急速に生育範囲を広げている。茎や匍匐枝を伸ばすことにより繁茂していくが、幹や枝を切り、切断面に除草剤を印加することによって制御することができる。

## 文化・利用
アメリカやヨーロッパで観葉植物として育てられている。気候条件が良い庭で成長する。 花が美しく、かつ早く、簡単に育つため好まれる。生垣として壁やフェンスなどをカバーするために使用する。害虫や病気などに対する耐性が強く、殖やし易い。
ジャスミンティーにも用いられる。